# NAPSA
NAPSA‏ (Napsin A aspartic peptidase) هوَ بروتين يُشَفر بواسطة جين NAPSA في الإنسان.